# 古水河
古水河，流经中华人民共和国广东省阳山县、清远市和广宁县，是绥江左岸支流，发源于阳山县杨梅镇的理洞，蜿蜒向南流，经清远市清新区浸潭镇田心、金湾、丹竹及大叉等村屯后进入广宁县境内，过花山水库后转西南流，经赤坑镇和坑口镇，最后于古水镇汇入绥江。河长131千米，河道平均比降1.88‰，流域面积919平方千米。古水河流域经济以农业为主，四季景色宜人。